# Lesbisch-schwules Stadtfest Berlin
Lesbisch-schwules Stadtfest är Europas största gatufest för homosexuella som hålls varje år i Berlin i juli under Prideveckan. Gatufesten pågår på gatorna vid klassiska gaykvarteren vid Nollendorfplatz i Schöneberg. Stadsfesten startade år 1993, samma år som Europride hölls för första gången i Berlin. Den näst största gatufesten är Folsom Europe som hålls i september. En återkommande punkt i programmet är frågeshowen Das wilde Sofa, där bl.a. kända politiker intervjuas. Rainbow Award delas årligen ut till inflytelserika personer och organisationer som påverkat homosexuellas rättigheter under stadsfesten.

## Bilder

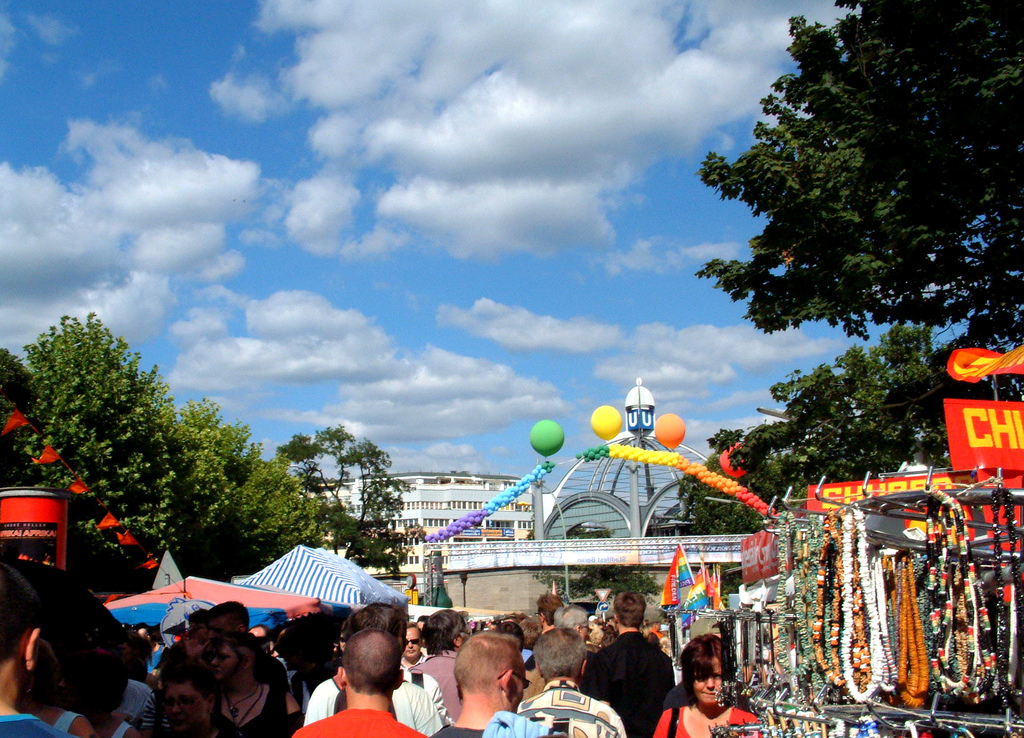
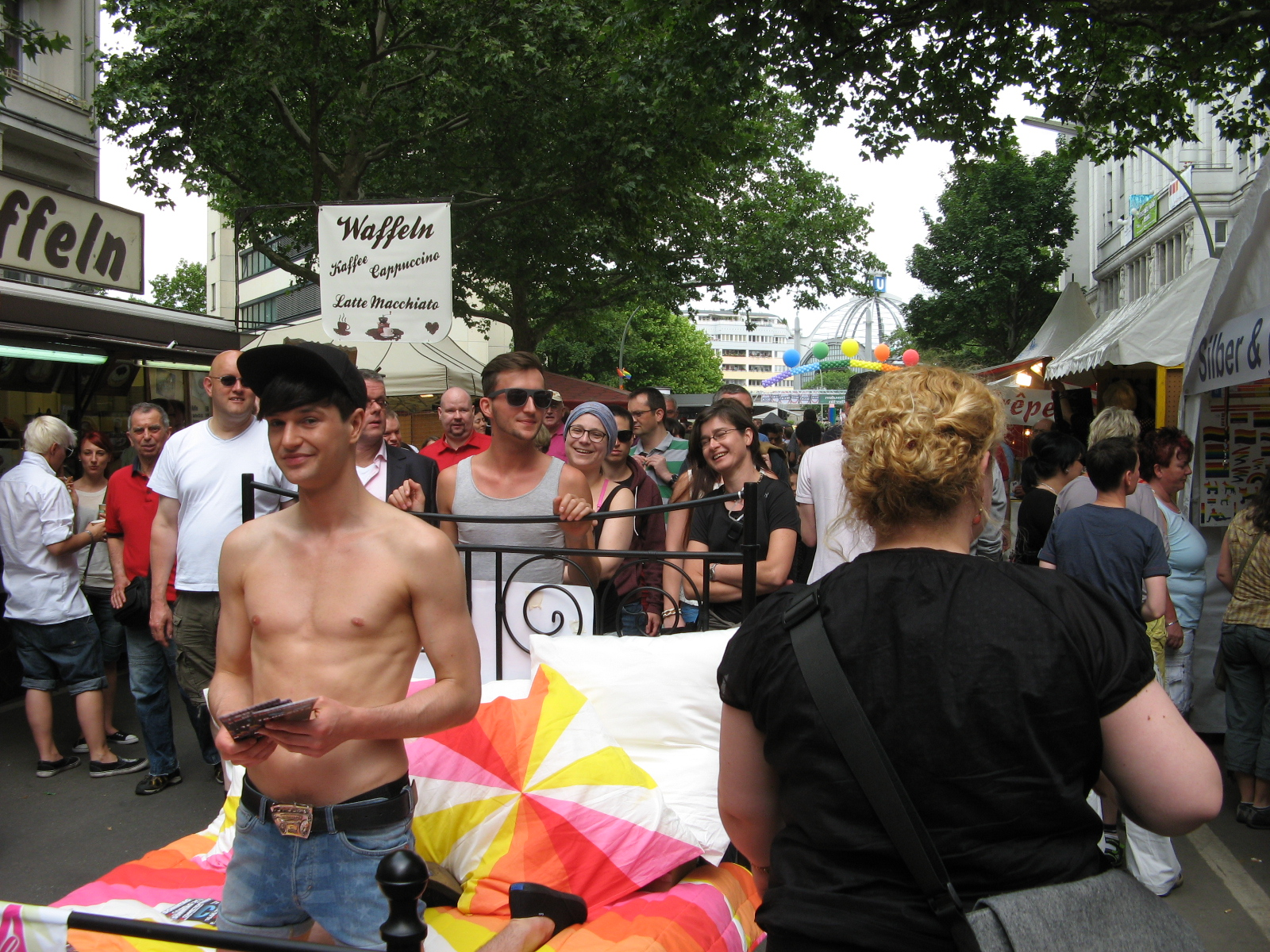
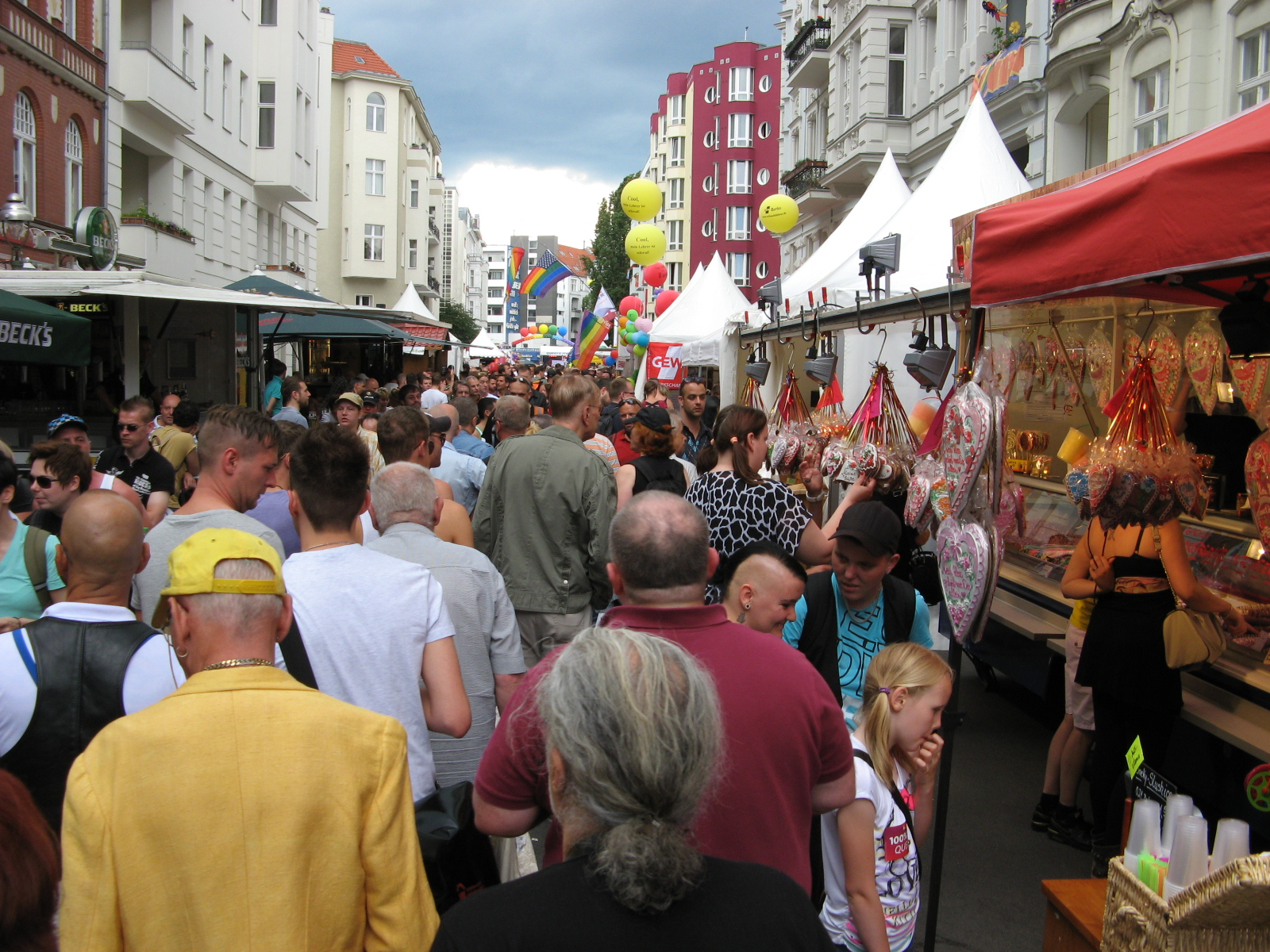
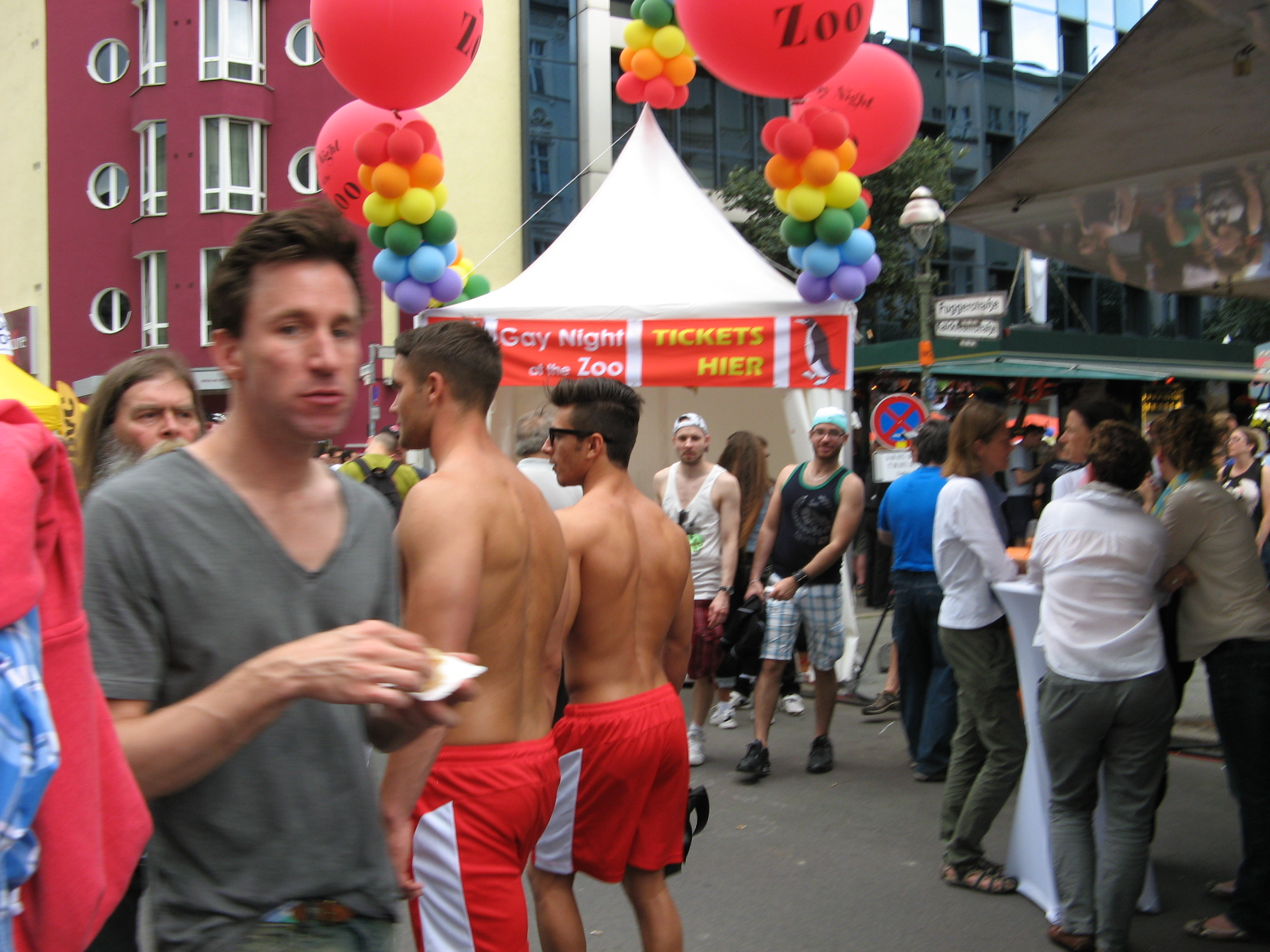